# 가이 시먼즈
중장 가이 그랜빌 시먼즈 (Guy Granville Simonds,CC,CB,CBE,DSO,CD) (1903년 4월 23일–1974년 5월 15일)은 제2차 세계 대전 동안 뛰어난 공로를 세운 캐나다 육군의 고위 장교였다. 많은 군사 역사학자와 고위 지휘관들, 그 중에서도 맥스 헤이스팅스 경과 버나드 몽고메리 원수가 인정한 바와 같이, 시먼즈는 전쟁 중 최고의 캐나다 장군 중 한 명으로 평가받는다. 그는 제2차 세계 대전 첫 몇 년 동안 주로 참모 장교로 복무한 후, 1943년 7월부터 1944년 1월까지 시칠리아와 이탈리아에서 제1캐나다사단을 지휘하여 공로를 세웠으며, 1944년 6월부터 8월까지 오버로드 작전과 그 이후 1944년 서유럽 전역에서 제2캐나다군단을 지휘하였다. 전쟁 말기에는 스헬더강 전투 중 일시적으로 제1캐나다군을 지휘하기도 했으며, 1945년 5월 유럽에서 승리할 때까지 계속해서 활약했다. 역사학자 J. L. 그라나트스타인은 시몬즈에 대해 "제2차 세계 대전에서 시몬즈보다 더 높고 빠르게 승진한 캐나다 지휘관은 없었으며, 전투에서 그만큼 잘 해낸 사람도 없었다. 시몬즈의 성공은 전적으로 그의 능력과 노력, 그리고 그가 이끈 부하들의 공로였다."라고 평가했다.
전쟁이 끝난 후, 가이 시먼즈는 런던에 있는 왕립국방학원(IDC)로 가서 처음에는 학생으로, 이후에는 교관으로 근무한 뒤 캐나다로 돌아와 [[캐나다 국방대학을 지휘했다. 1951년, 48세의 나이에 그는 캐나다 육군의 최고 지휘관인 참모총장(CGS)으로 임명되었고, 6.25 전쟁이 발발한 1950년부터 4년 동안 이 직책을 맡은 후 1955년에 은퇴했다.

## 유년기
가이는 1903년 4월 24일, 잉글랜드 서퍽주의 베리세인트에드먼즈 근교 익스워스에서 태어났다. 시먼즈는 군인 집안에서 태어났다. 그의 증조할아버지는 영국 동인도 회사의 군대에 복무했으며, 그의 할아버지는 영국령 인도 제국군에서 대령으로 복무했다. 그의 아버지는 영국 육군의 왕립 포병군에서 장교로 복무했다. 시먼즈 가문은 제1차 세계 대전 때 활동한 영국군 장교인 이보르 막세와 알프레드 밀너 자작과 친척 관계이기도 했다. 외가 쪽으로 보면 그의 외할아버지인 윌리엄 이스턴은 부유한 버지니아의 말 사육가였으며 익스워스에 그 말들을 대여해 주고 있었다. 어머니인 엘레너 넬리 이스턴은 5명의 딸들 중 4명의 딸이 육군 장교와 결혼했는데, 그 중 한 사람이었다.
그의 아버지 세실은 영국군의 소령이었는데, 1911년 가이가 9살인 때 영국군에서 은퇴하여 브리티시컬럼비아주로 가족과 함께 이사했다. 거기서 아버지는 철도에서의 조사관으로써 일했다. 그러나 그의 조사회사를 만들려던 세실의 기대는 지역 전문직 시험을 통과하지 못함으로써 좌절되었다. 제1차 세계 대전이 발발하자 그는 육군에 재입대하였고, 세실은 1918년 부상을 당했으며 1919년에는 중령으로 좌천되었다. 가족은 빅토리아의 임대 주택에서 전쟁 기간을 보내야했다. 가이의 어머니는 빚을 갚기 위해 가족 소유지를 팔았고, 가이는 가족을 돕기 위해 14살 때부터 약 2년간 학교를 그만두어야 했다. 그래햄은 아버지가 없는 기간이 그를 외롭고, 자기 의존적으로 만들었다고 추측하고 있다.
시먼즈는 시실리, 피터, 에릭이라는 3명의 형제자매를 두고 있었다. 에릭은 훌륭한 소총수로, 시험 비행사가 되었지만, 1937년 A&AEE에 복무하던 중 마일즈 메지스터를 타다가 1937년 7월 영국의 펠릭스토에서 추락사했다. 시실리는 전쟁 기간 동안 영국 해군 본부에서 비서로 일했다. 그녀와 그녀의 딸은 제2차 세계 대전 기간인 1944년 6월, V-1 비행폭탄에 의해 죽었다.

## 교육
가이는 빅토리아의 공립 학교를 다니다가 1919년부터 오타와의 애쉬버리 대학으로 옮겼다. 대학의 식당은 그의 이름을 따서 짓게 된다. 그는 1921년부터 1925년까지 킹스턴의 캐나다왕립군사학교에서 공부했고, 1956이 그의 생도번호였다. 시먼즈의 반은 그가 2등을 한 국가 시험으로부터 선출된 마지막 반이었고, 전쟁 후 4년제 수업이 도입된 첫 반이었다. 졸업 후 그는 명예 훈장을 받고, 수업에서 2등을 했으며, 반에서는 일반적으로 최고의 기수로 인정받았다.
그는 1926년 캐나다 육군에 가담해 왕립캐나다포병대의 중위로 임명되었으며 킹스턴의 B요새에서 처음 일한 후, 위니페그의 C 요새에서 일했다. 1932년 9월, 그가 결혼한지 일주일이 지난 후 그는 임시 대장 직이 되었다. 그는 그의 부인과 함께 영국으로 갔으며 그들의 첫 아이가 그곳에서 탄생했다. 1934년 그는 킹스턴으로 돌아왔다. 1936년부터 1937년까지 그는 캠버리 장교 학교에 참석했다. 중령으로 진급한 후 그는 캐나다왕립군사학교에 돌아와 포병의 관련 교수, 후에는 전술학 강사로써 일했다. 전간기 말기에는 시먼즈와 에드슨 루이즈 밀라드 번즈가 캐나다 방어 분담에 대해 논쟁을 벌였다.

## 참고

### 참고 서적
- Graham, Dominick (1994). 《The Price of Command: A Biography of General Guy Simonds》. Toronto: Stoddart Publishing Co. Ltd. ISBN 0-7737-2692-6.
- Brooks, Victor (2002). 《The Normandy Campaign : from D-Day to the liberation of Paris》. Cambridge, MA: Da Capo Press. ISBN 978-0-306-81149-4.
- Neillands, Robin (2005). 〈Chapter 7: The Battle for the Scheldt〉. 《The Battle for the Rhine》. Weidenfeld & Nicolson. ISBN 978-0-297-84617-8.
- Granatstein, Jack (1993). 《The Generals》. Stoddart Publishing. ISBN 0-7737-2730-2.
- Granatstein, Jack (2005). 《The Generals》. University of Calgary Press. ISBN 1-55238-176-5.
- Zuehlke, Mark (2008). 《Operation Husky》. Vancouver: Douglas & McIntyre. ISBN 978-1-55365-539-8.
- Dancocks, Daniel G. (1991). 《The D-Day Dodgers》. Toronto: McClelland & Stewart Inc. ISBN 0-7710-2544-0.